# Берлинген (Айфель)
Берлинген (нем. Berlingen) — община в Германии, в земле Рейнланд-Пфальц.
Входит в состав района Вульканайфель. Подчиняется управлению Герольштайн. Население составляет 185 человек (на 31 декабря 2010 года). Занимает площадь 3,59 км².